# 강하초등학교
강하초등학교는 대한민국 경기도 양평군 강하면 운심리에 있는 공립 초등학교이다.

## 학교 연혁
- 1934년 11월 15일 강하공립보통학교 개교(설립인가 7월 14일)
- 1938년 4월 1일 강하공립심상소학교 교명 변경[1]
- 1941년 4월 1일 강하공립국민학교 교명 변경[2]
- 1982년 1월 12일 병설유치원(1학급) 개원
- 1994년 2월 28일 강남국민학교 본교에 통폐합
- 1996년 3월 1일 강하초등학교 교명 변경[3]
- 2008년 8월 25일 다목적교실(햇살누리관) 개관
- 2017년 9월 1일 제23대 조윤하 교장 취임
- 2020년 1월 6일 제83회 졸업(15명, 총 3971명)
- 2020년 3월 1일 6학급 편성

## 학교 상징
- 우리 학교 꽃 - 진달래 : 참꽃 또는 두견화라고도 하며, 건강하고 슬기로운 강하어린이의 아름답고 바른 인성을 상징한다.
- 우리 학교 나무 - 플라타너스 : 운동장에 우뚝선 플라타너스는 강하어린이의 커다란 꿈과 높은 비상을 상징한다.

## 참고 자료
- 강하초등학교 - 한국교육학술정보원 학교알리미